# Eudarcia atlantica
Eudarcia atlantica är en fjärilsart som beskrevs av Henderickx 1995. Eudarcia atlantica ingår i släktet Eudarcia och familjen äkta malar. Inga underarter finns listade i Catalogue of Life.